# Арена Венерсборг
Арена «Венерсборг» (швед. Arena Vänersborg) — спортивное сооружение в Венерсборге, Швеция. Сооружение предназначено для проведения матчей по хоккею с мячом. Арену для домашних игр использует команда по хоккею с мячом — Венерсборг. Трибуны спортивного комплекса вмещают 4 000 зрителей.
Открыта арена в 2009 году.
Инфраструктура: искусственный лёд, крыша.

## Информация
Адрес: Швеция, Венерсборг